# 雜色半鱨
雜色半鱨，為輻鰭魚綱鯰形目鱨科的其中一種，為熱帶淡水魚類，分布於亞洲緬甸南部Tenasserim河流域，體長可達80公分，棲息在底層水域，生活習性不明。